# Вьетнамские ангелы
«Вьетнамские ангелы» (англ. Nam’s Angels) — фильм-боевик 1970 года режиссёра Джекса Старрета с Уильямом Смитом и Адамом Роарком в главных ролях. Не путать этот фильм с картиной 1989 года «Nam Angels» режиссёра Сирио Сантьяго, при том, что оба фильма схожи и по названию, и по сюжету.
Фильм выходил в прокат также под названием «The Losers».
«Ангелов круче не бывает» входит в число 40 лучших байкерских фильмов всех времен и народов.

## Тэглайнфильма
It’s The «Dirty Bunch» On Wheels!

## Сюжет
Во время вьетнамской войны, в плен попал представитель ЦРУ. Так как его держат в тюрьме на сопредельной с Вьетнамом территории, то направить туда регулярные войска невозможно. Для выполнения этого особо важного задания армия США привлекает группу байкеров из банды Devil’s Advocates. Для этого «адвокатам» понадобились модифицированные мотоциклы, которые они снабдили оружием и броней, после чего вчетвером отправились в джунгли, в тыл вьетконговским войскам.
При атаке на лагерь вьетконговцев, где держат пленника, байкерам удаётся серьёзно потрепать врага, но силы оказываются слишком неравны, и все атакующие вынуждены сдаться в плен. Их сажают в одну хижину с агентом ЦРУ. Регулярные войска не имеют возможности их вызволить. Но байкеры проявляют хитрость и смекалку, и им удаётся вырваться вместе с пленным агентом ЦРУ. За беглецами начинается погоня. Поставленную задачу удаётся выполнить, но при этом все байкеры погибают.

## В ролях
- Уильям Смит — Линк Томас
- Берни Хамильтон — капитан Джексон
- Адам Роарк — Герцог
- Хьюстон Саваж — Грязный Дэнни
- Юджин Корнелиус (as Gene Cornelius) — Спид
- Пол Косло — Лимпи
- Джон Гарвуд — сержант Уинстон
- Ана Корита — Ким Сью
- Лиллиан Маргареджо — Сирия
- Паралуман — Мама-сан